# Lost on the Way
Lost on the Way is het zesde muziekalbum dat Louis Sclavis met collegae opnam voor ECM Records. Het album is opgenomen in het theater van Saint-Quentin-en-Yvelines, en is gemixt te Pernes-les-Fontaines. Dit album laat allerlei stijlen horen binnen jazz, freejazz, maar ook jazzrock a la Soft Machine en zelfs King Crimson (Le Sommeil en Des Bruits) ontbreekt niet. De muziek is gebaseerd op Odysseus van Homerus, die verdwaalde ook onderweg.

## Musici
- Louis Sclavis – klarinet, sopraansaxofoon
- Mathhieu Metzger – sopraansaxofoon, altsaxofoon
- Maxime Delpierre – gitaar
- Olievier Lété – basgitaar
- François Merville – slagwerk

## Composities
Allen van Sclavis behalve waar aangegeven:
1. De Charybde en Scylla (5:34)
2. La première île (1:24) (Sclavis en Lété)
3. Lost on the Way (6 :42)
4. Bain d’or (6:03)
5. Le sommeil des sirènes (7;23)
6. L’heure des songes (4 :19)
7. Aboard Ulysses’s boat (5 :52)
8. Les doutes de cyclope (6:51)
9. Un vent noir (3 :38) (Sclavis, Lété, Merville, Delpierre)
10. The last island (1 :21) (Lété)
11. Des bruits à tisser (5:16)
12. L’absence (2 :24)